# جون مكمان (مصارع محترف)
جون مكمان (بالإنجليزية: John McMahon)‏ هو مصارع محترف أمريكي، ولد في 7 يوليو 1841 في بيكرسفيلد في الولايات المتحدة، وتوفي بنفس المكان في 1912 بسبب ذبحة صدرية.